# キャッサバモザイク病
キャッサバモザイク病（英: cassava mosaic disease）は、キャッサバの収量の低下をもたらすウイルス病である。コナジラミによって媒介され、葉に黄緑色から黄色の斑点が生じることで認識される。キャッサバモザイク病を引き起こすウイルスはジェミニウイルス科、ベゴモウイルス属の環状1本鎖DNAウイルスで、キャッサバモザイクジェミニウイルス（cassava mosaic geminiviruses）と総称される。アフリカではアフリカキャッサバモザイクウイルス (African cassava mosaic virus、ACMV)、East African cassava mosaic virus (EACMV)、South African cassava mosaic virus (SACMV)、インドとその近隣の島々ではインドキャッサバモザイクウイルス(Indian cassava mosaic virus、ICMV)、Sri Lankan cassava mosaic virus (SLCMV) などが報告されている。ゲノムのシーケンシングと系統学的解析に基づいて、アフリカとインドでキャッサバに感染する9種のジェミニウイルスがこれまでに同定されている。これらのウイルスは自然形質転換頻度が高いため、この数は今後増大してゆくものと考えられる。
キャッサバモザイク病は東アフリカで1894年に最初に報告された。その後、流行はアフリカ大陸全域で発生し、大きな経済的損失と壊滅的な飢饉がもたらされた。1971年にナイジェリアの国際熱帯農業研究所によって病原性ウイルス抵抗性のキャッサバの系統が樹立され、長年有効な対策として機能した。しかし20世紀の末に、より病原性の高いウイルスがウガンダに出現し、東・中央アフリカへ迅速に拡散した。この高病原性ウイルスは、2つの異なるベゴモウイルスの種のキメラであることが後に判明した。
現在では、キャッサバモザイク病は植物防疫慣行と従来の抵抗性種の使用によって管理されている。加えて、媒介者の管理と干渉効果（cross-protection）によって伝染と病徴発現が最小限に抑えられている。これらの管理法は有用ではあるものの、その高い組換え率と共感染能力のため、キャッサバモザイク病はアフリカの食物供給に影響を与える最も有害な病気の1つとなっている。

## 宿主と病徴

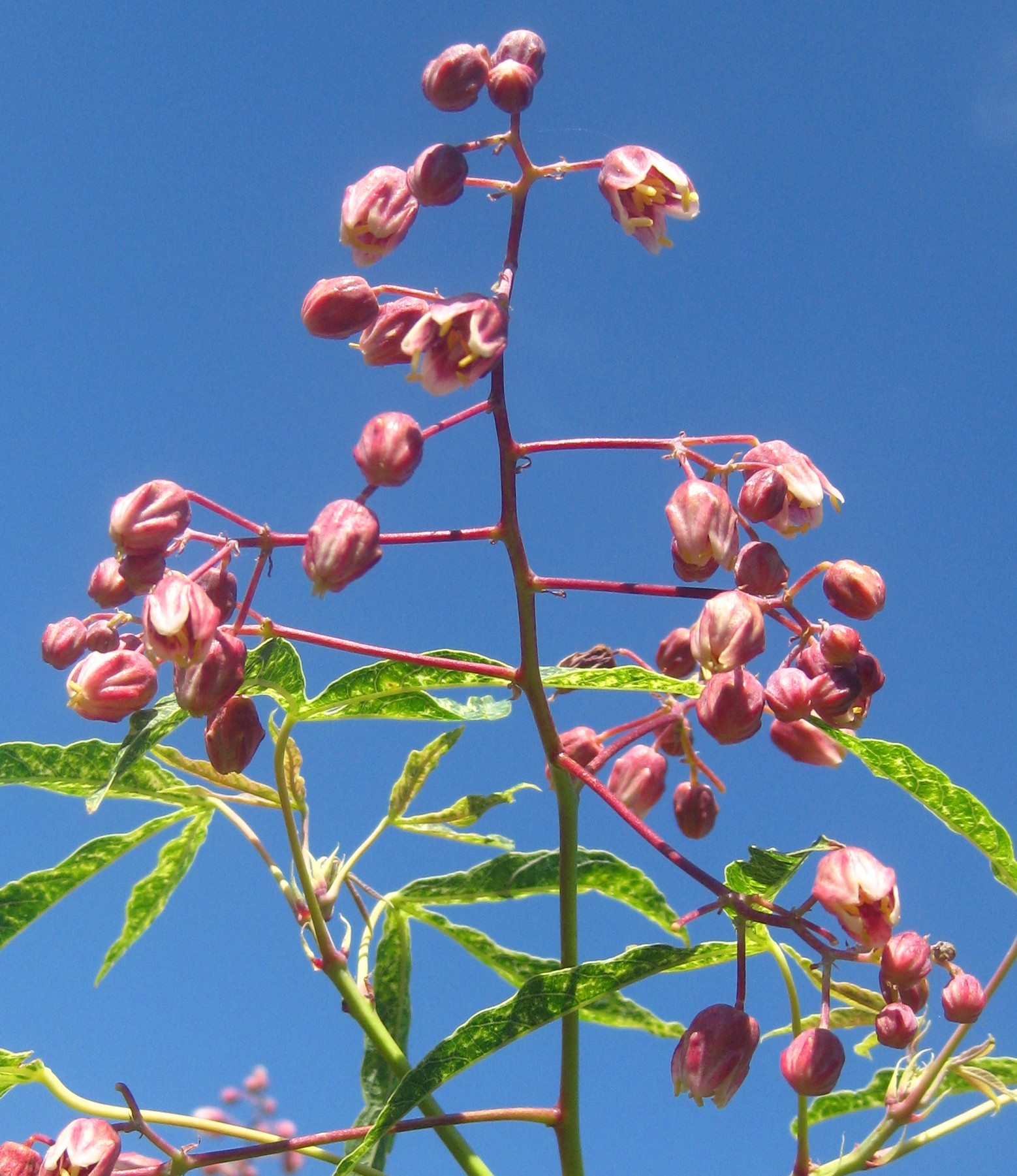
キャッサバ Manihot esculenta の花。モザンビーク、マニカ州、Muruwere。葉にキャッサバモザイク病の病徴が出現している。

キャッサバは南アメリカ原産で、比較的近年になってからアフリカにもたらされた。キャッサバは非常に乾燥耐性の高い作物であり、やせた土壌でも生産が可能である。アフリカでの生育は当初は補助的なものであったが、現在ではアフリカ大陸における最も重要な主食作物の1つとして認識されている。その生産は次第に量産型システムへ移行しており、デンプン、キャッサバ粉、動物飼料などのさまざまな製品に利用されている。
キャッサバは栄養繁殖を行うため、ウイルスに対して特に脆弱であり、キャッサバモザイクジェミニウイルスによって毎年大きな経済的損失が発生している。これらのウイルスが宿主となる植物に感染すると、植物の防御システムが発動する。植物はウイルスの増幅を抑えるために遺伝子サイレンシングを利用するが、ベゴモウイルスは宿主の自然防御機構に対抗するためのサプレッサータンパク質を進化させている。異なるベゴモウイルスの種は異なるバリエーションのサプレッサータンパク質を産生するため、一般的には複数種の共感染によってより重度の症状が引き起こされる。
キャッサバモザイクジェミニウイルスがキャッサバに感染すると、植物全体に病徴が発現する。病徴には葉のモザイク状の白化、葉の変形、生育の阻害が含まれる。感染は、特に病徴が急速に発生した場合には、克服することが可能であるが、緩やかな病徴の発生は多くの場合、植物の枯死と関係している。
キャッサバに感染するジェミニウイルスによる経済的損害は大部分がキャッサバによるものであるが、これらのウイルスは他の植物に感染することもできる。宿主の範囲はウイルス種に依存するが、大部分の種はタバコ属やチョウセンアサガオ属の植物にも伝染して病気を引き起こすことができる。
キャッサバモザイク病は現在東南アジアで拡散している。

## 病原因子と病気のサイクル
キャッサバモザイクジェミニウイルスは、シルバーリーフコナジラミ Bemisia tabaci によって永続伝搬され、感染した植物を挿し穂として使用することによる栄養繁殖や、時には機械的接触によっても伝播する。キャッサバは植え付けられた後2–3週間のうちに最初の葉が現れ、これらの若い葉にウイルスを保有するコナジラミが住み着く。キャッサバモザイクジェミニウイルスの感染が起こるのは主にこの段階であり、より成長した植物には感染することができない。ウイルスのゲノムは双子型のキャプシドに別々に封入されたDNA A、Bという2つの要素からなり、感染が起こるには双方が植物へ注入されなければならない。
一般的に、コナジラミがウイルスを獲得する3時間の吸汁期間と8時間の潜伏期間が必要であり、その後の若い葉への感染には10分かかるとされる。この時間に関しては文献によって差異があり、他の文献では4時間の獲得期間と4時間の潜伏期間とされている。病徴は3–5週間の潜伏期間の後出現する。コナジラミの成虫は最初のウイルスの獲得から48時間は健康な葉への感染を行い続けることができる。宿主に感染するには1頭のコナジラミでも十分であるが、複数の感染したコナジラミが吸汁を行うことで伝染の成功率が上昇する。
葉から植物へ進入した後も、ウイルスは葉の細胞に8日間は留まり続ける。1本鎖DNAウイルスであるので、複製を行うには葉の細胞の核へ進入する必要がある。この初期期間の後、ウイルスは師部へ進入し、幹の根元へ向かって移動し、枝へと移行する。枝への移動は幹での移動よりもずっと遅いため、幹が感染していても枝の挿し穂は病気を持っていない可能性がある。一部の文献では感染は地上組織に限られることが指摘されているが、その理由は不明である。

## 環境
キャッサバモザイク病の重症度は、光量、風速、降水量、植物の密度、気温などの環境因子に影響される。ウイルスはコナジラミによって伝播されるため、ウイルスの拡散はその媒介者に大きく依存する。媒介者集団のサイズを制御する最も重要な環境因子は気温である。文献によると媒介者が好む気温は20℃から30℃または27℃から32℃であるが、一般的に高温はコナジラミの高い繁殖力、迅速な成長、そして長寿命と関係している。光量の増加は、コナジラミの活動を増大させることが示されている。
コナジラミは最大 0.2 mph（約 0.32 km/h）で飛行するが、強風条件下ではより短時間に長距離を移動し、それに伴いウイルスの拡散速度も増加する。この風依存的な拡散はキャッサバ畑中のコナジラミの位置にも反映されており、コナジラミは耕作地の風上側の境界で最も大きな集団となり、耕作地の内部では最も小さくなる。
ウイルスの発生率はキャッサバが活発に成長しているときに増加する。植物の密度はウイルスの拡散に影響し、低密度の耕作地では高密度の耕作地よりも速く病気が伝播される。乾燥地帯では降雨がキャッサバの成長の制限要因となっているため、降水量の増大は病気の発生率の増加と関係する。コナジラミの個体数は降雨によって増加するが、豪雨はコナジラミの拡散の妨げとなり、ウイルスの発生率は低下する。
植え付けの時期も病気の重症度と大きく関係しており、3月に植え付けられたキャッサバのウイルス発生率は74%であるのに対し、8月に植え付けられた場合は4%である。ウイルスの季節分布は気候によって変動する。年間を通じて降水量が多く湿度が高い熱帯雨林気候では、ウイルスは11月から6月にかけて迅速に拡散するのに対し、7月から9月にかけては緩やかである。このタイミングは気温の高低と関連している。コートジボワールにおける研究では、病気の拡大は植え付けの2ヶ月後に最大となることが示されている。3ヶ月以降はほとんどまたは全く感染が起こらず、病気の拡大の差は気温、日射量、コナジラミの個体数の変化によるものである。

## 防除対策
キャッサバモザイク病の防除対策には衛生と植物の抵抗性が含まれる。この場合衛生とは、健康な挿し穂を用いて健康な区画で栽培を開始すること、不健康な植物を見つけてすぐに取り除くことで健康な区画を維持することを意味している。この戦略ではコナジラミによるウイルスの接種を防ぐことはできないが、昆虫媒介者を介して感染したウイルスよりも、汚染された挿し穂から感染したものの方が攻撃性が高いことが示されている。
また、特定の系統は一部のウイルスに対し他よりも良く対処するため、植物の抵抗性による対策も可能である。例えば、キャッサバとManihot melanobasis や M. glazioviiといった他の種との交雑種はウイルスに対してかなりの抵抗性を有することが示されている。

## 重要性
キャッサバはアフリカでは大部分が食料源として栽培されており、世界で3番目に大きな炭水化物源である。近年、キャッサバの生産は自給自足を目的としたものから商業的生産へと移行している。
キャッサバモザイク病は1894年に最初に記載され、現在では世界で最も作物に損害を与えているウイルスの1つとして認識されている。東・中央アフリカでの年間の経済的損失は19–27億米ドルと推計されている。キャッサバはラテンアメリカと東南アジアでも耕作されているが、キャッサバに感染するジェミニウイルスはアフリカとインド亜大陸でのみ見つかっている。これはこれらの地域ではシルバーリーフコナジラミがキャッサバに効率的に住み着くことができないためであると考えられている。ただし、近年では東南アジアにおいてもウイルスの拡大が問題となっている。